# Xian de Huanan
Le xian de Huanan (桦南县 ; pinyin : Huànán Xiàn) est un district administratif de la province du Heilongjiang en Chine. Il est placé sous la juridiction de la ville-préfecture de Jiamusi.

## Démographie
La population du district était de 426 246 habitants en 1999.